# Rivière Mookervaart

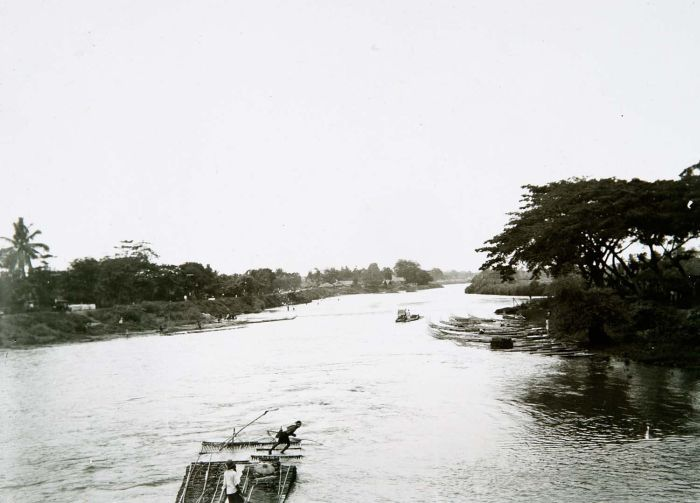
Rivière Mookervaart au début du XXe siècle.

La rivière Mookervaart est un cours d'eau de Jakarta d'une largeur de 25 à 30 mètres. Elle est utilisée pour le contrôle des inondations.